# شيء واحد (أغنية)
شيء واحد (بالإنجليزية: One Thing)‏ هي أغنية من قبل فرقة الفتيان الإنجليزية-الأيرلندية ون دايركشن من ألبومهم الإستديو الأول، مستيقظين طوال الليل (2011). تم إصدارها في بلاد متنوعة بواسطة موسيقى سايكو في 6 يناير 2012، كأغنيتهم المنفردة الثانية، وأغنيتهم المنفردة الثالثة في المملكة المتحدة في 13 فبراير 2012. بالإضافة إلي، أن كولومبيا للتسجيلات أرسلتها إلي قوائم تشغيل كونتيمبوراري هيت رايدو في 22 مايو 2012 كأغنيتهم المنفردة الثانية في الولايات المتحدة. كُتبت بواسطة سافان كوتيشا ومنتجيها، كارل فالك ورامي يعقوب، وفي البداية، تمت كتابة رقم موسيقى البوب روك المتفائلة كأغنيتان مختلفتان. نظرًا لأن كلا المسارين لهما سمات بعيدة المنال، قرر الثلاثي دمج الأغنيتان في أغنية واحدة. يتعلق المحتوى الغنائي بعشق بطل الرواية بأخرى مهمة.
حصلت أغنية «شئ واحد» علي تعليقات إيجابية في الغالب من نقاد الموسيقى، الذين أشادوا عمومًا بجاذبية المسار. وصلت الأغنية المنفردة إلي العشرة الأوائل بأستراليا وأيرلندا، والمملكة المتحدة، بينما وصلت إلي المراكز الأربعين العليا في بلجيكا (فلاندرز)، وكندا، ونيوزيلندا، والولايات المتحدة. وقد تم اعتماد الرقم بلاتينياً من قبل رابطة صناعة التسجيلات الأمريكية (RIAA) لمبيعات من مليون نسخة. من إخراج ديكلان وايت بلوم، يصور الفيديو الموسيقي المُصاحب فرقة ون دايركشن في لندن وحولها. أدت المجموعة أغنية «شئ واحد» في البرامج التلفزيونية والجولات الموسيقية الأربعة الرئيسية: جولة مستيقظين طوال الليل (2011–12)، وجولة خذني إلي المنزل (2013)، وجولة أين نحن (2014)، وجولة في الطريق مرة أخري (2015).

## وصلات خارجية
- شيء واحد على موقع أول موفي (الإنجليزية)

- الفيديو الموسيقي الرسمي علي يوتيوب